# Auerstav

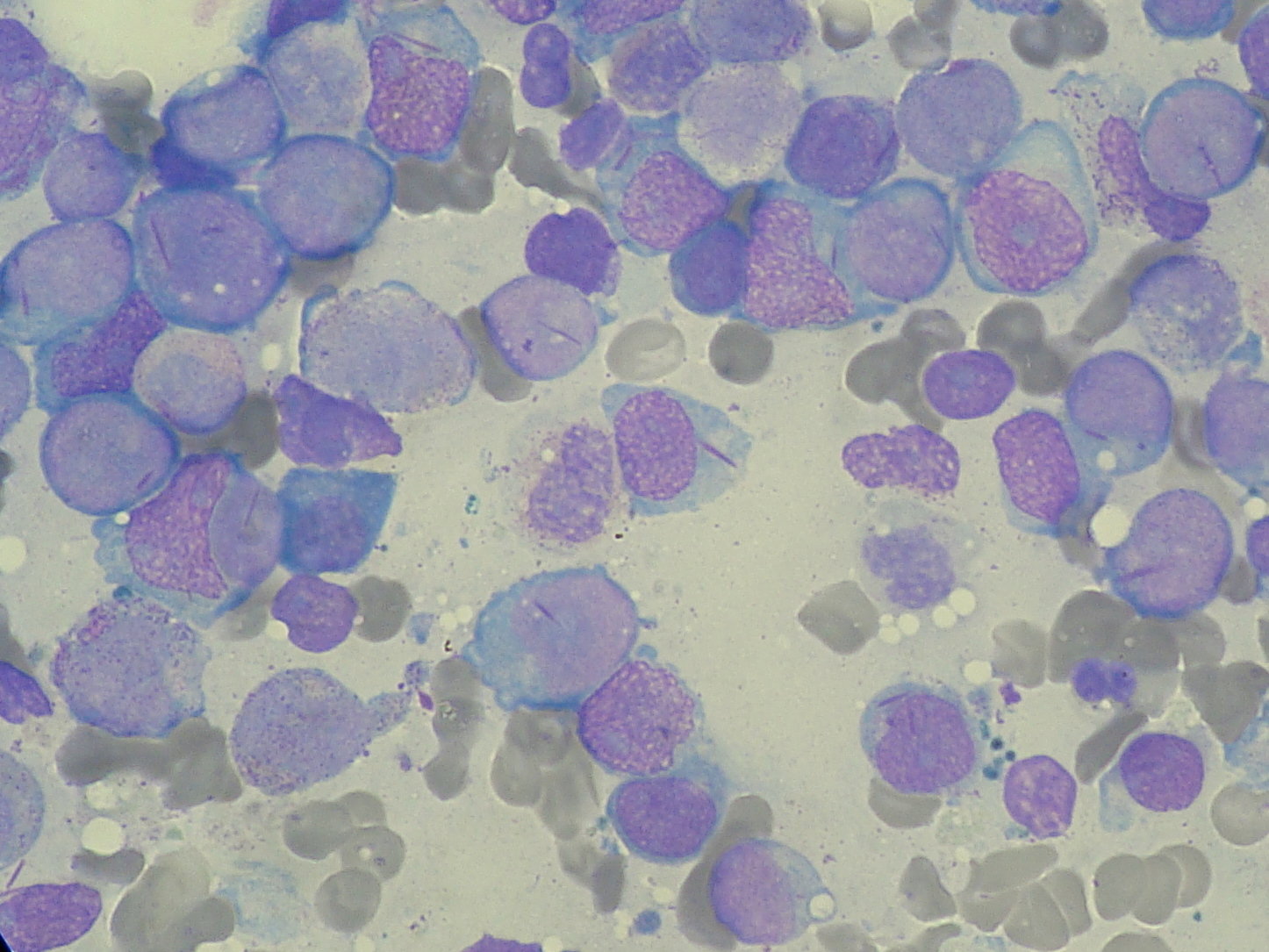
Auerstavar i flera blaster vid akut myeloisk leukemi.

Auerstav är ett streck som kan ses i en blodcell vid leukemi (akut myeloisk leukemi). Den består av klumpar av primär granula som klumpar ihop sig och bildar en stavliknande formation. Fenomenet är namngivet efter John Auer.